# Стеканела Серкейра, Вашингтон
Ва́шингтон Стекане́ла Серке́йра (или просто Ва́шингтон; порт. Washington Stecanela Cerqueira; 1 апреля 1975, Бразилиа) — бразильский футболист, нападающий «Сан-Паулу» (играет за этот клуб с 2009 года). Выступал за сборную Бразилии. В розыгрыше Кубка Либертадорес 2008, в котором его клуб «Флуминенсе» впервые в своей истории вышел в финал турнира (где уступил ЛДУ Кито), стал вторым бомбардиром своей команды с 6-ю мячами (после Тьягу Невиса).
12 января 2011 года игрок объявил о прекращении профессиональной карьеры из-за проблем с гипергликемией.
Вашингтон дважды, в 2004 и 2008 годах, становился лучшим бомбардиром чемпионата Бразилии.
Дочь Катарина является волейболисткой.

## Титулы и достижения
- Победитель Азиатской Лиги чемпионов: 2007
- Чемпион Японии: 2006
- Обладатель Кубка Японии (Кубка Императора): 2006
- Обладатель Суперкубка Японии (2): 2005, 2006
- Финалист Кубка Либертадорес: 2008
- Вице-чемпион Бразилии: 2004
- Вице-чемпион Японии (1): 2007
- Лучший бомбардир Клубного чемпионата мира: 2007
- Лучший бомбардир чемпионата Бразилии (2): 2004, 2008
- Лучший бомбардир чемпионата штата Сан-Паулу: 2001
- Лучший бомбардир Кубка Бразилии: 2001
- Лучший бомбардир чемпионата Японии: 2006
- Рекордсмен чемпионата Бразилии по количеству голов в одном сезоне: 34 гола